# کانسک
شهر کانسک (به روسی: Канск) در کشور روسیه و در کرای کراسنویارسک واقع شده‌است.